# امید (فیلم ۲۰۰۷)
امید (لهستانی: Nadzieja) فیلمی در ژانر درام است که در سال ۲۰۰۷ منتشر شد.